# Kongeriget Polens krone
Kongeriget Polens krone (1385–1795) (polsk: Korona Królestwa Polskiego; Latin: Corona Regni Poloniae), også kendt som Den polske krone, er den fælles betegnelse for senmiddelalderens historiske konge af Polens territoriale besiddelser, herunder det egentlige kongerige Polen. Den polske krone stod i spidsen for Den polsk-litauiske realunion fra 1569 til 1795.[kilde mangler]

## Større politiske begivenheder
Kongeriget Polen er traditionelt blevet dateret tilbage til ca. 966, da Mieszko 1. af Polen og hans hedenske slaviske rige sluttede sig til kristne Europa (Polens dåb (en)) og oprettede staten Polen, en proces, der blev indledt af hans Polanere, Piast-dynastiets forfædre. Hans ældste søn og efterfølger, prins Boleslav 1. af Polen, hertug af Polen, blev den første kronede konge af Polen i 1025.

### Krevo-unionen
Krevo-unionen var en række ægteskabsaftaler, der blev indgået på Kreva Slot den 13. august 1385. Da Vladislav 2. Jagello bekræftede ægtepagterne den 14. august 1385, dannede Polen og Litauen en personalunion. Aftalerne omfattede indførelse af kristendommen, hjemsendelse af landområder, der var "stjålet" fra Polen af dets naboer, og terras suas Lithuaniae et Russiae Coronae Regni Poloniae perpetuo applicare, den klausul, der dannede den personlige union. Efter at være blevet døbt i Wawel-katedralen i Kraków den 15. februar 1386 begyndte Jogaila formelt at bruge navnet Władysław. Tre dage efter hans dåb fandt ægteskabet sted mellem Jadwiga og Vladislav 2. Jagello.

### Lublinunionen
Ved Lublinunionen blev der den 1. juli 1569 skabt den fælles stat Den polsk-litauiske realunion med en union mellem kronen og Storhertugdømmet Litauen. Før da havde kronen af Kongeriget Polen og storhertugdømmet Litauen kun haft en personalunion. Lublinunionen gjorde også kronen til et valgmonarki; dette gjorde en ende på det Jagielloniske dynasti, da Henrik de Valois den 16. maj 1573 blev valgt som monark.
Den 30. maj 1574, to måneder efter at Henrik 3. af Frankrig var blevet kronet til konge af Polen og storhertug af Litauen den 22. februar 1574, blev han gjort til Konge af Frankrig, og blev kronet til konge af Frankrig den 13. februar 1575. Han forlod kronens trone den 12. maj 1575, to måneder efter at han var blevet kronet til konge af Frankrig. Anna Jagiellonka blev valgt efter ham.

### Konstitutionen af 1791
Forfatningen af 3. maj 1791 er den næstældste, kodificerede nationale forfatning i historien og den ældste kodificerede nationale forfatning i Europa; den ældste er USA's forfatning. Den blev kaldt Regeringsloven (Ustawa Rządowa) Udarbejdelsen af den begyndte den 6. oktober 1788 og varede 32 måneder. Stanislav Poniatovski var hovedforfatteren af forfatningen, og han ønskede, at kronen skulle være et konstitutionelt monarki i lighed med det i Storbritannien. Den 3. maj 1791 samledes Den store sejm, og de læste og vedtog den nye forfatning. Den gav borgerskabet stemmeret, delte regeringen op i tre grene, afskaffede liberum veto og stoppede Repnin Sejms misbrug.
Den gjorde Polen til et konstitutionelt monarki med kongen som leder af den udøvende magt med sit ministerkabinet, kaldet Lovens vogtere. Den lovgivende magt var med to kamre med en valgt Sejm og et udnævnt Senat; kongen fik beføjelse til at bryde bånd i senatet, og lederen af Sejm var Sejmmarskal. Kronetribunalet, der var den højeste appelret i kronen, blev reformeret. Sejmen skulle vælge deres dommere til Sejmretten (kronens parlamentariske domstol) blandt deres deputerede (posłowie).
Regeringsloven gjorde Katarina 2. vred. Hun mente, at Polen havde brug for tilladelse fra Det Russiske Kejserrige til at gennemføre politiske reformer; hun argumenterede, at Polen var blevet offer for den radikale Jakobinisme, som var fremtrædende i Frankrig på det tidspunkt. Rusland invaderede Den polsk-litauiske realunion i 1792. Forfatningen var på plads i mindre end 19 måneder; den blev annulleret af Grodno Sejm.

## Politik
Oprettelsen af kongeriget Polens krone var en milepæl i udviklingen af den polske statsdannelse og den europæiske identitet. Den repræsenterede begrebet om det polske kongerige (nation) som værende klart adskilt fra monarkens person. Indførelsen af begrebet markerede omdannelsen af den polske regering fra et arveligt monarki) til et "kvasi-konstitutionelt monarki" (monarchia stanowa), hvor magten lå hos adelen, gejstligheden og (til en vis grad) arbejderklassen, også omtalt som et "valgmonarki".
Et beslægtet begreb, der udviklede sig kort efter, var Rzeczpospolita ("Den polsk-litauiske realunion"), som var et alternativ til kronen som betegnelse for den polske stat efter Lublin-traktaten i 1569.  Kronen for Kongeriget Polen var også relateret til andre symboler for Polen, såsom hovedstaden (Kraków), Polens nationalvåben og Polens flag.

### Geografi
Kronebegrebet havde også geografiske aspekter, især i forbindelse med udeleligheden af den polske krones territorium.  Det kan også ses som en enhed af administrativ og geografisk inddeling, under direkte administration af den polske stat fra middelalderen til slutningen af 1700-tallet (i dag en del af Polen, Ukraine og nogle grænselandskaber i bl.a. Rusland, Hviderusland, Moldova, Slovakiet og Rumænien). Dele var en del af det tidlige Piast-dynastis besidelser (1025–1385), Kongeriget Polen (1385–1569) under Jagiellon-dynastiet, og derefter det Den polsk-litauiske realunion indtil dets endelige sammenbrud i 1795.
Samtidig henviste kronen også til alle de lande, som den polske stat (ikke monarken) kunne gøre krav på at have ret til at herske over, også dem, der ikke lå inden for Polens grænser.